# Arzene
Arzene este o comună din provincia Pordenone, regiunea Friuli-Veneția Giulia, Italia, cu o populație de 1.803 locuitori și o suprafață de 12.11 km².

## Demografie
Date: Wikidata - grafică realizată de Wikipedia